# أوباباكواك
أوباباكواك Obabakoak هي رواية صدرت عام 1988 للكاتب الاسباني الباسكي برناردو أتكساجا . يمكن ترجمة العنوان إلى "أولئك من أوبابا". حصل الكتاب على الجائزة الوطنية للرواية .  يعد الكتاب الأكثر نجاحًا عالميًا باللغة الباسكية وتم ترجمته إلى العديد من اللغات. تم نشر النسخة الباسكية الأصلية بواسطة دار Editorial Erein للنشر في عام 1988، وتم نشر النسخة الإسبانية الخاصة بالمؤلف بواسطة Ediciones B عام 1989. نُشرت ترجمة إنجليزية لمارجريت جول كوستا استنادًا إلى الطبعة الإسبانية عام 1992.

## المحتويات
- الطفولة
- تسع كلمات على شرف قرية فيلاميديانا
- بحثا عن الكلمة الأخيرة
- على سبيل السيرة الذاتية

## مواضيع الرواية
وصف أتكساجا الفكرة وراء رواية قرية أوبابا: "أوبابا عبارة عن منظر طبيعي داخلي. أنت لا تتذكر كل الأماكن في الماضي، ولكن ما يظل عالقًا في الذاكرة هو هذه النافذة، وذلك الحجر، والجسر. أوبابا هي بلدتي". الماضي، مزيج من الواقعي والعاطفي." 

## استقبال الرواية
كتبت ماجي تراوغوت من صحيفة الإندبندنت : "يحب برناردو أتكساجا المحاكاة الساخرة، والألغاز، والتلاعب بالنصوص داخل النصوص، والتي يمكن بالطبع أن تتحول جميعها إلى ادعاء وصعوبة إذا لم يتم التعامل معها بالسحر والبراعة." كتب تراوغوت أن لغة الباسك "كانت تختبئ مثل القنفذ، وتحصن نفسها إلى حد كبير بالتقليد الشفهي. لم يوقظ أتكساجا القنفذ فحسب، بل أدخله في سياق قراءته الواسعة والخاصة للأدب العالمي. ". 